# Shanghai International Circuit

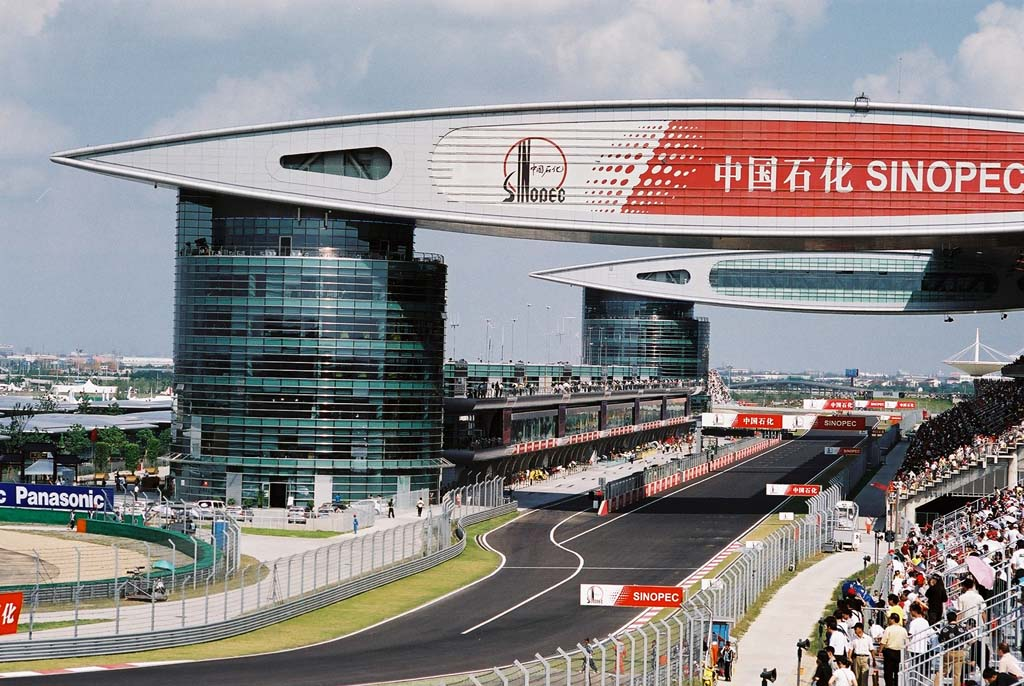
A célegyenes

Shanghai International Circuit (egyszerűsített kínai: 上海国际赛车场, hagyományos kínai: 上海國際賽車場, pinjin: Shànghǎi Guójì Sàichēchǎng) a hivatalos neve Kína egyik Motorsport-pályájának. 2004 óta itt rendezték a Formula–1-es kínai nagydíjat. 2005 óta otthont ad a MotoGP-nek is. A pályát, amely Shanghaitól nem messze található, a német Hermann Tilke tervezte. Különlegessége a "csigakanyar", mely a legjobban egy csiga házára emlékeztet, és a vége felé egyre szűkebb a kanyarív.
Mivel a pálya alapja mocsaras, ezért műanyagokat és poliuretán habot építettek be alá, a szilárdabb talaj érdekében. Az aszfaltcsík mellé megbízható, erős esőfogókat helyeztek a nagyobb felhőszakadások miatt. A pálya vonalát úgy építették: 上, hogy hasonlítson Sanghaj kínai nevének kezdőbetűjére: 上海. A létesítmény teljes területe 5,3 km².

## Formula–1-es győzelmek
| Év   | Versenyző          | Konstruktőr         | Riport |
| ---- | ------------------ | ------------------- | ------ |
| 2024 | Max Verstappen     | Red Bull-Honda RBPT | Riport |
| 2019 | Lewis Hamilton     | Mercedes            | Riport |
| 2018 | Daniel Ricciardo   | Red Bull-TAG Heuer  | Riport |
| 2017 | Lewis Hamilton     | Mercedes            | Riport |
| 2016 | Nico Rosberg       | Mercedes            | Riport |
| 2015 | Lewis Hamilton     | Mercedes            | Riport |
| 2014 | Lewis Hamilton     | Mercedes            | Riport |
| 2013 | Fernando Alonso    | Ferrari             | Riport |
| 2012 | Nico Rosberg       | Mercedes            | Riport |
| 2011 | Lewis Hamilton     | McLaren-Mercedes    | Riport |
| 2010 | Jenson Button      | McLaren-Mercedes    | Riport |
| 2009 | Sebastian Vettel   | Red Bull-Renault    | Riport |
| 2008 | Lewis Hamilton     | McLaren-Mercedes    | Riport |
| 2007 | Kimi Räikkönen     | Ferrari             | Riport |
| 2006 | Michael Schumacher | Ferrari             | Riport |
| 2005 | Fernando Alonso    | Renault             | Riport |
| 2004 | Rubens Barrichello | Ferrari             | Riport |